# Grant Wood
Pour les articles homonymes, voir Wood.
Grant DeVolson Wood, né le 13 février 1891 à Anamosa dans l'Iowa et mort le 12 février 1942 à Iowa City, est un peintre américain. Il est surtout connu pour ses peintures réalistes de la vie rurale du Midwest. C'est l'une des figures principales de l'école régionaliste américaine qui se développe dans les années 1930.

## Biographie
Grant Wood grandit à la campagne, dans une ferme de l'Iowa. Il n'a que dix ans lorsque son père meurt. Sa famille s'installe alors dans la ville de Cedar Rapids. Il exerce diverses activités rémunérées qui lui permettent de vivoter.
En 1910, après avoir obtenu son diplôme d'études secondaires, il suit les cours de la Minneapolis School of Design, Handicraft and Normal Art (aujourd'hui Minneapolis College of Art and Design) lors de sessions d'été. Il travaille ensuite comme designer et dirige un atelier d'argenterie avec Christopher Hega à Chicago, atelier qui fera faillite. En 1913, il étudie à la School of the Art Institute de Chicago. Wood est de retour à Cedar Rapids en 1916 pour épauler sa mère qui a dû vendre tous ses biens. Avec l'aide d'un ami, il lui construit une maison. Il fait son service militaire en 1917. Comme la plupart des artistes américains, il se rend à Paris en 1920 et fréquente l'Académie Julian en 1923. Un voyage en Allemagne lui permet de découvrir  l'art de la Renaissance allemande et de la Nouvelle Objectivité en 1928, où il étudie à Munich. Il retourne en Amérique et fonde l'éphémère Stone City Colony and Art School en 1932 dans son Iowa natal, où il enseigne à l'université de 1934 à 1941.

### Ses influences
Fort de ses découvertes dans des livres d'art d'une bibliothèque publique de Cedar Rapids, Wood est au départ un artiste autodidacte.
Son voyage à Munich en 1928 lui permettra de parcourir les grands musées de la ville et de prendre le temps d'étudier de près des artistes allemands et flamands des XVe et XVIe siècles  comme Hans Memling. C'est à ce moment qu'il abandonne le style adopté jusque qu'ici, une sorte d'impressionnisme aux formes floues et aux couleurs dénaturantes qui cède la place à des formes fortement modelées aux détails précis. Il opte alors pour une peinture réaliste et développe un style beaucoup plus complexe dans sa façon de représenter les personnages qui consiste à rendre visible leur condition, leur métier en les munissant d'un objet caractéristique dans les mains.

### Ses œuvres
Influencé un temps par l'art de Rousseau, il peint des toiles empreintes de naïveté comme L'Arrivée du printemps (Spring Turning) en 1936. Ce tableau, qui représente un paysage de l'Iowa, est d'une grande simplicité avec ses éléments aux allures de jouets. Pour le réaliser, il utilise un modèle en glaise lui permettant d'étudier son objet et de le présenter d'une manière nouvelle.
À l'inverse, en 1930, son tableau American Gothic, sans doute l'un des plus célèbres, se veut d'un réalisme pur et dur en montrant la réalité du Midwest. Il connaissait on ne peut mieux ce sujet. Deux personnages posent devant leur ferme, une fille (sa sœur Nan) et son dentiste (le docteur McKeeby), celui-ci tenant une fourche, symbole de l'Amérique profonde. Le regard grave et sévère, les deux personnages et le décor montrent la réalité rurale américaine. Quand Wood expose ce tableau en 1930 à l'Art Institute of Chicago, on l'accuse d'avoir donné une vision trop caricaturale des paysans américains et d'avoir voulu stigmatiser leur mentalité hostile à la civilisation, en opposition à la pensée progressiste qui émergeait à cette époque dans les grandes villes comme Chicago. Mais Wood se défend de tout parti-pris : il voyait son tableau comme réaliste.

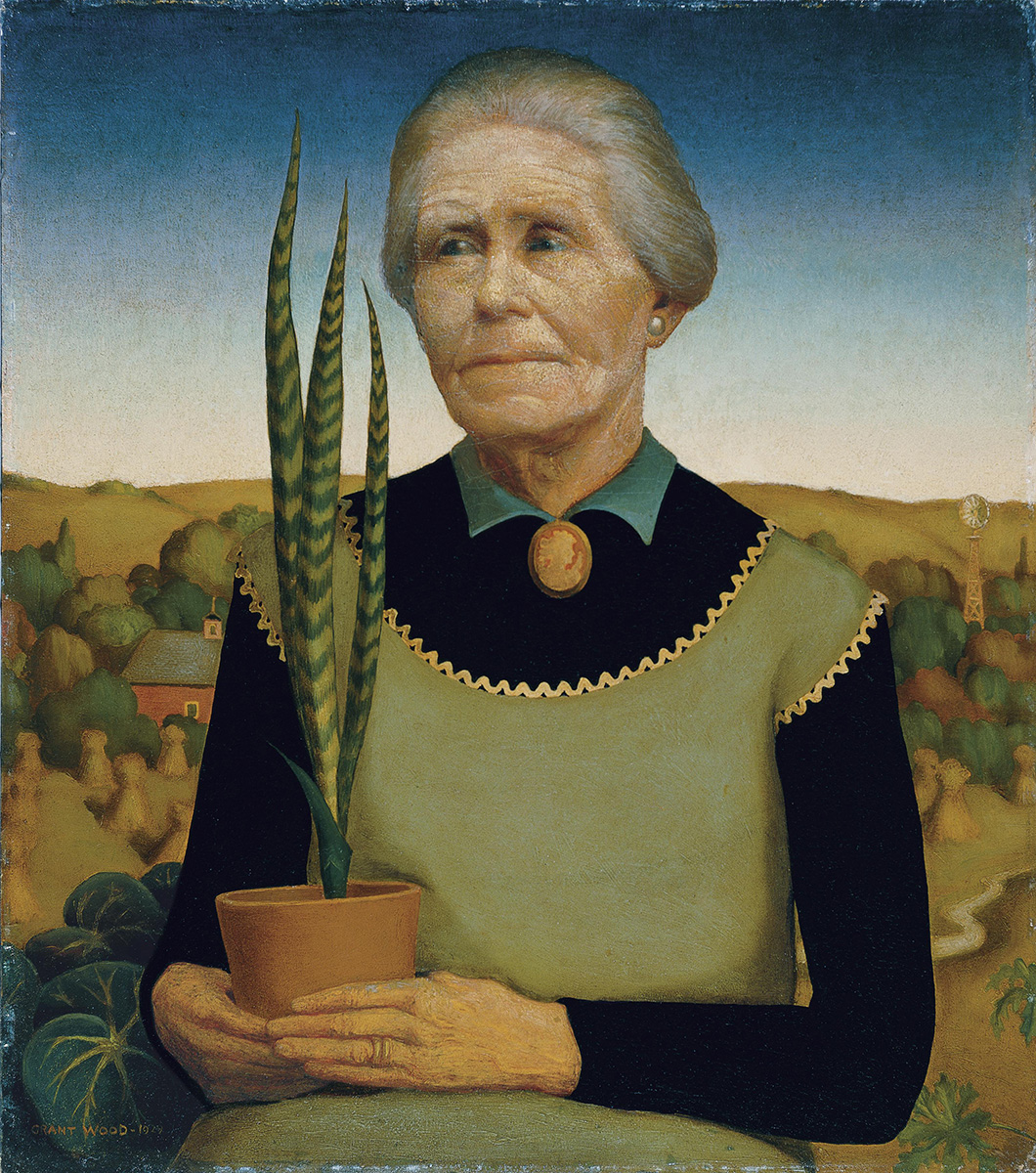
Femme aux plantes (1929)
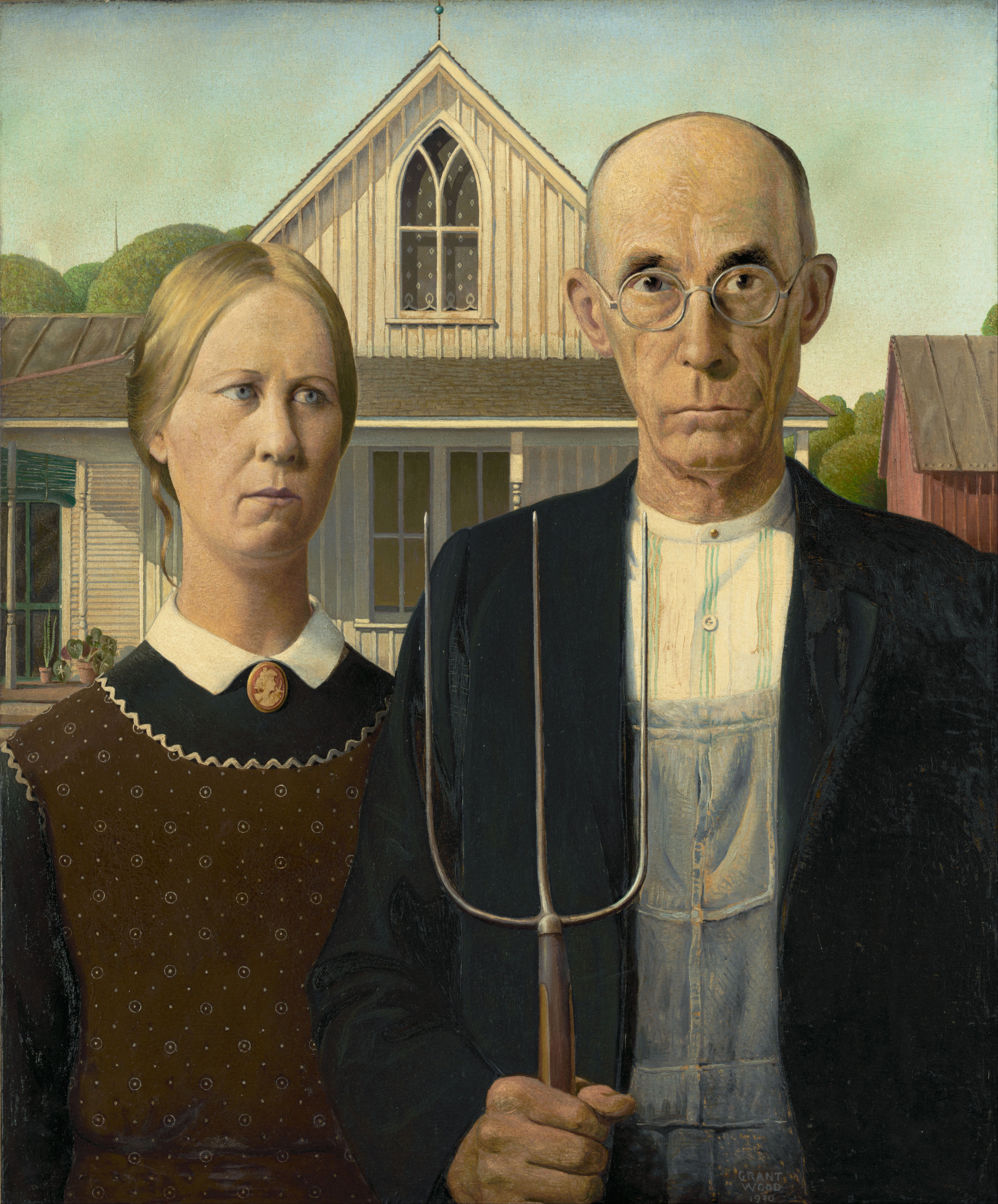
American Gothic (1930)
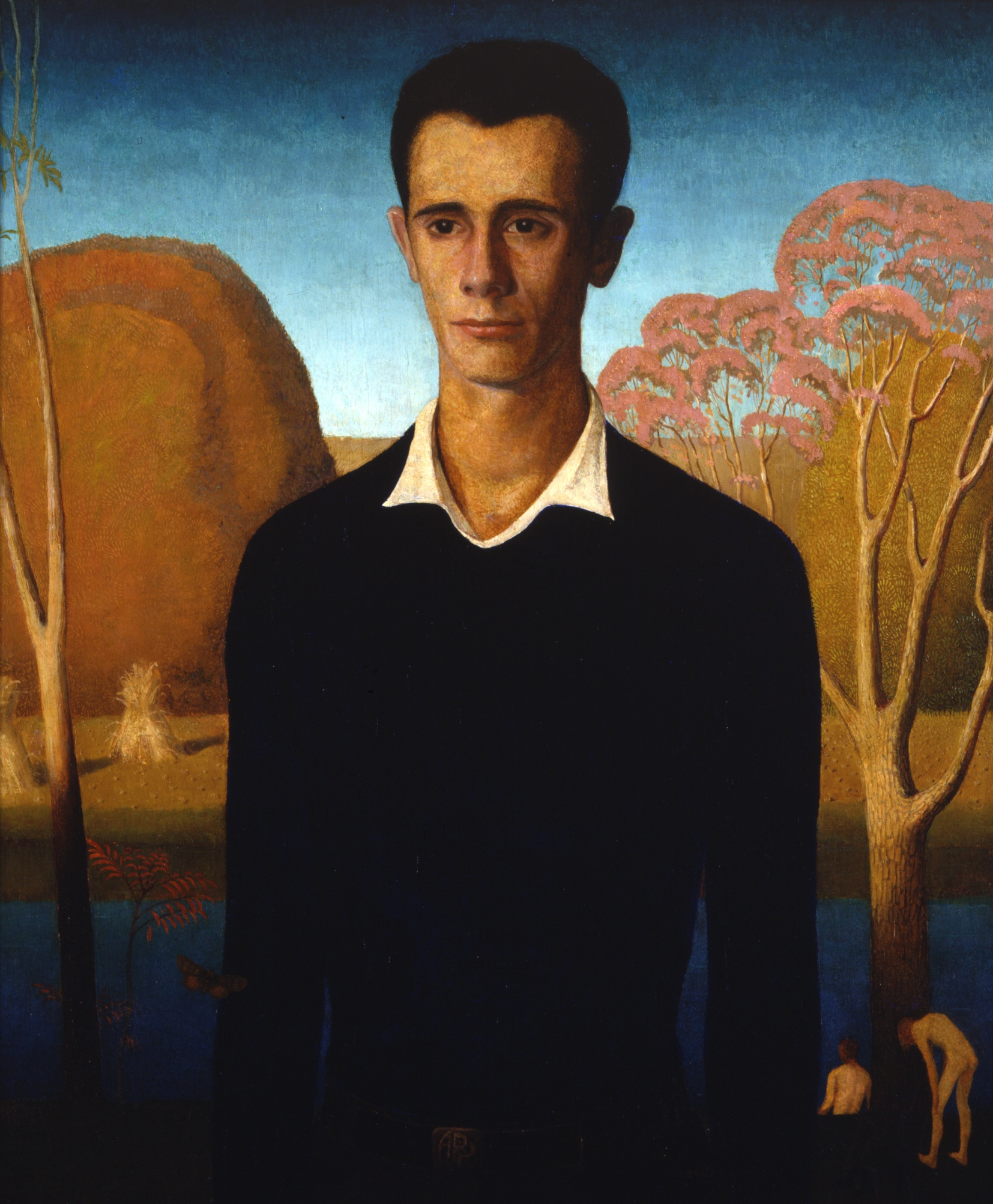
Arnold Comes of Age (1930)
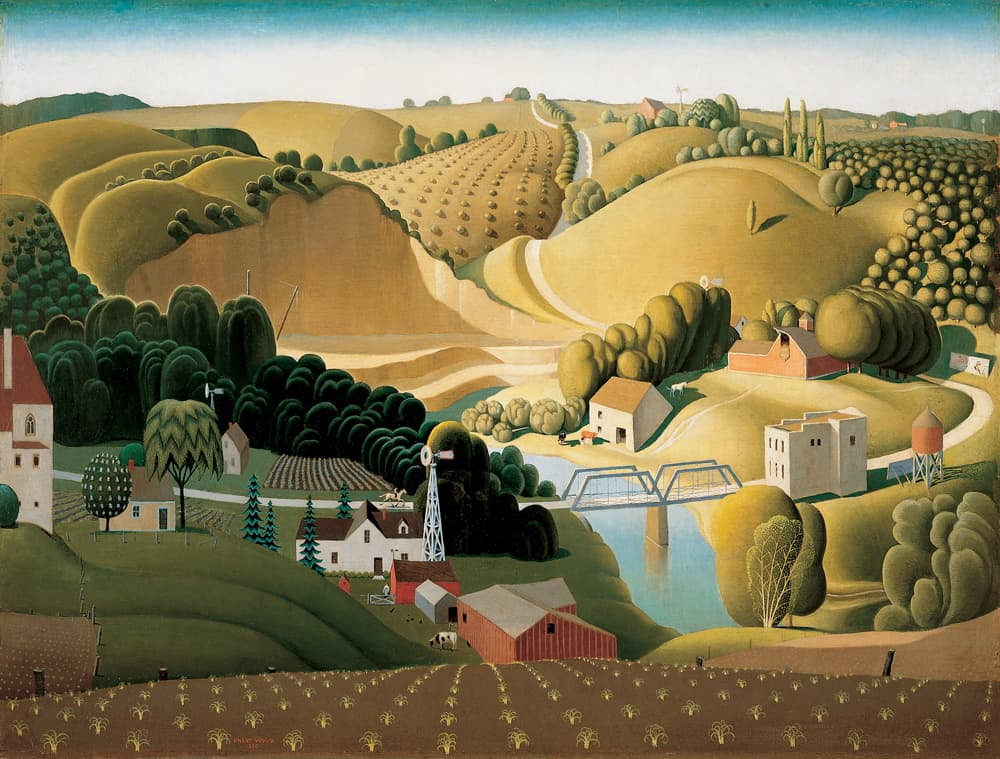
Stone City, Iowa (1930)
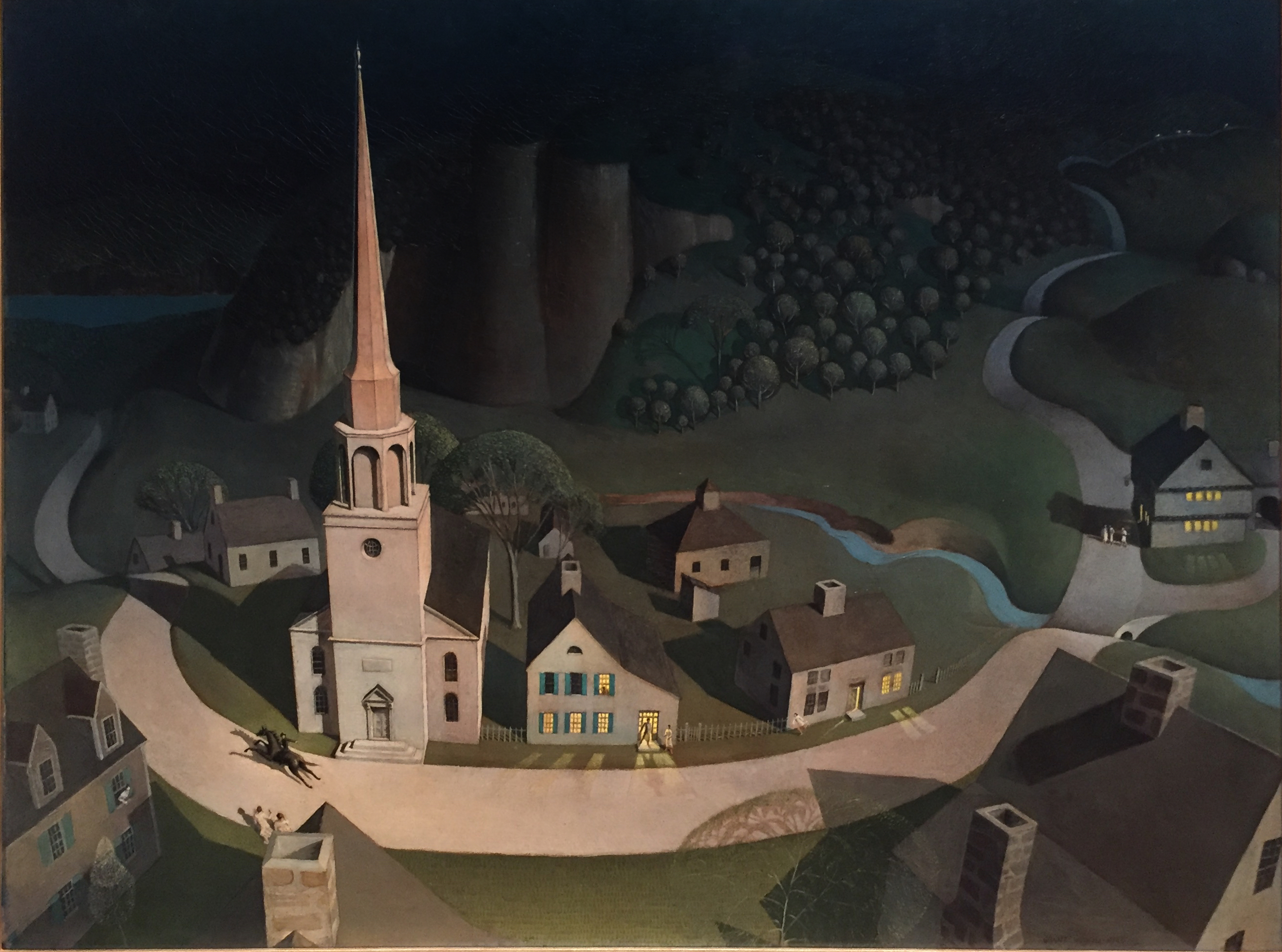
La Chevauchée nocturne de Paul Revere (1931)
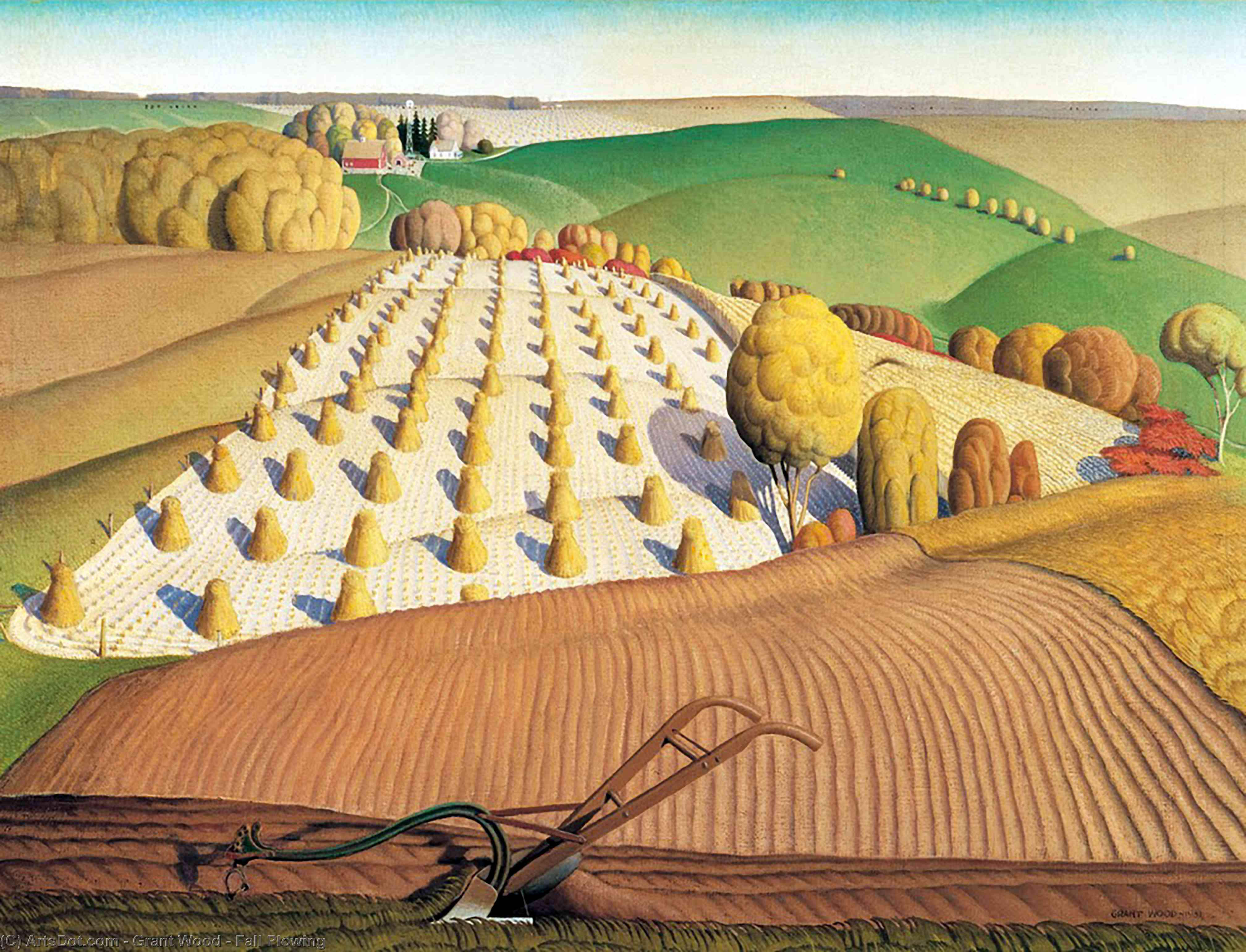
Labour d'automne (1931)
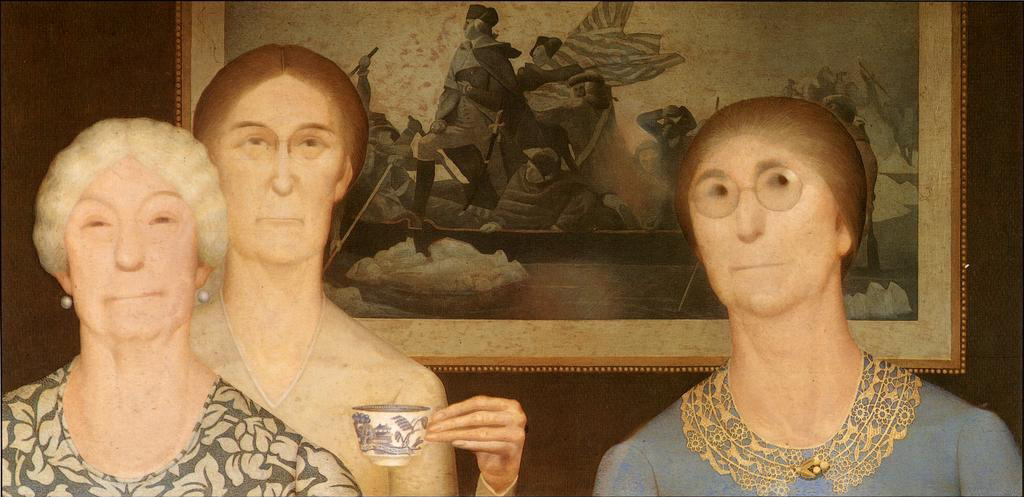
Filles de la Révolution (1932)
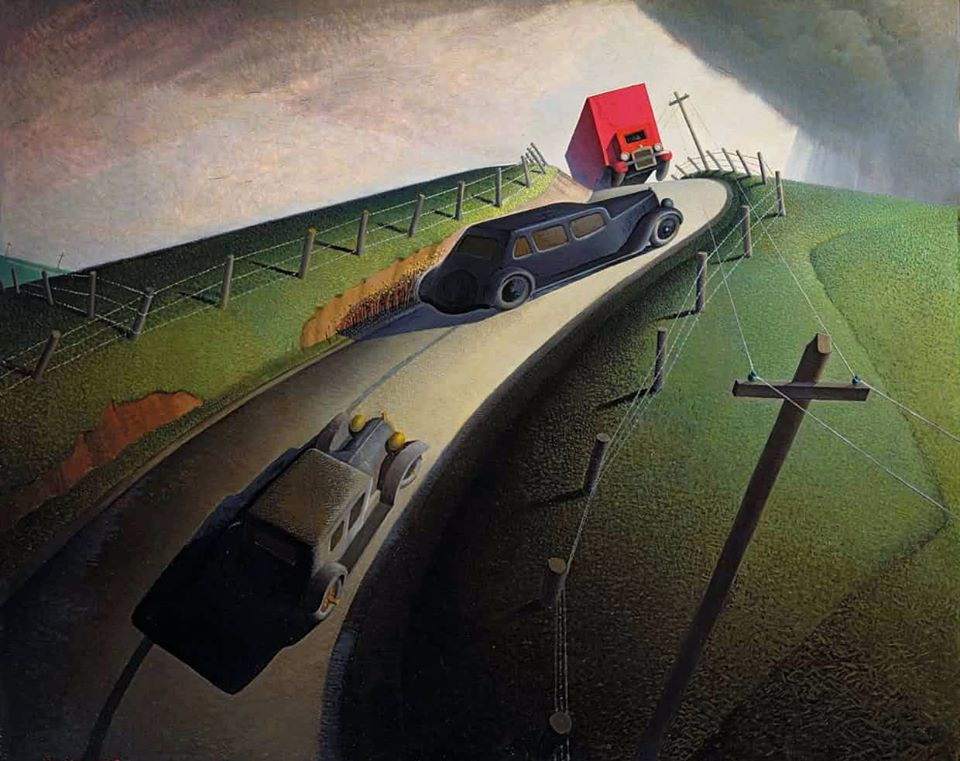
Death on the Ridge Road (1935)
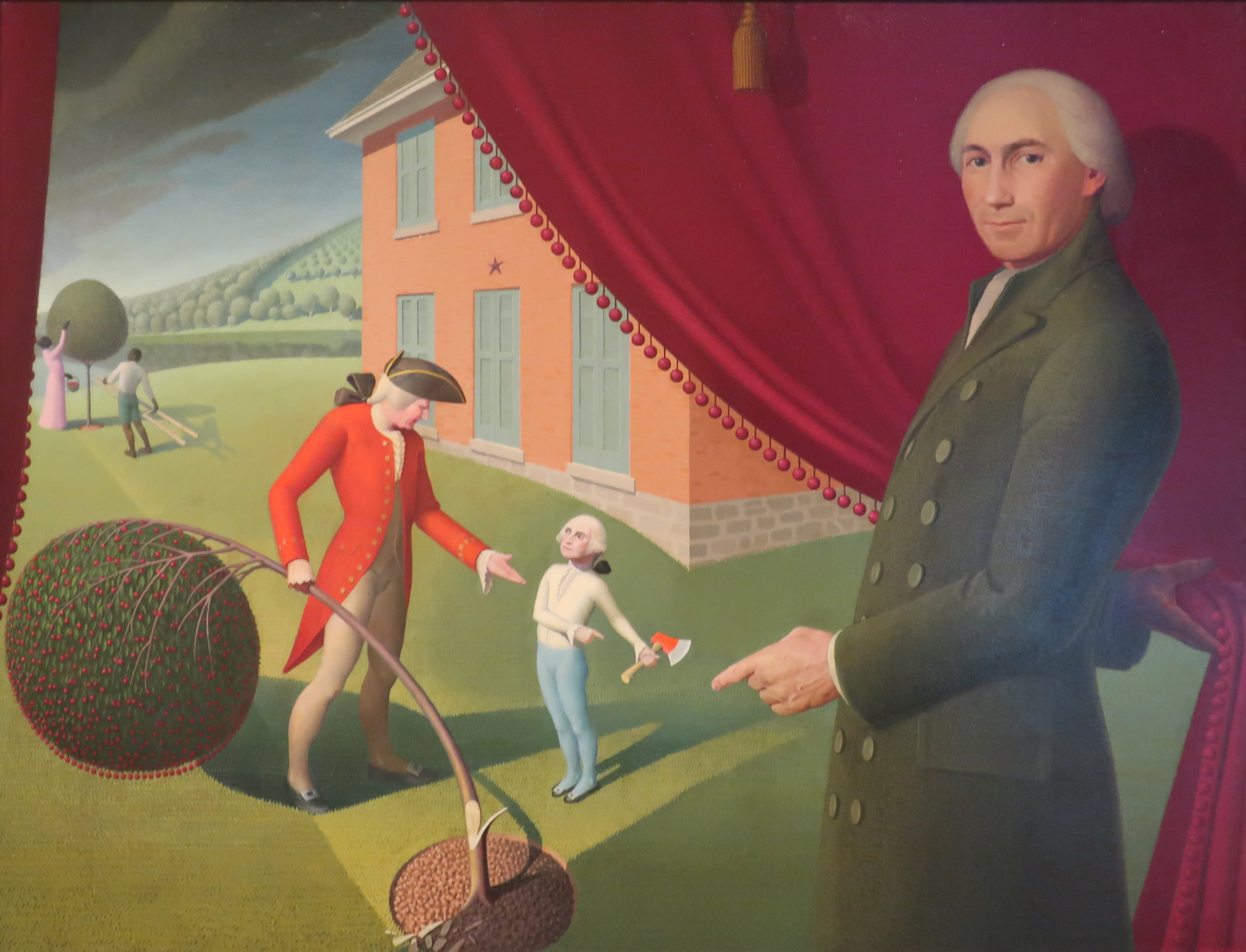
La Fable de Parson Weems (1939)

Le musée d'art de Cedar Rapids, dans l'Iowa, possède la plus grande collection de ses tableaux et fait visiter son atelier.